# Epalpus niveus
Epalpus niveus är en tvåvingeart som beskrevs av Townsend 1914. Epalpus niveus ingår i släktet Epalpus och familjen parasitflugor.
Artens utbredningsområde är Peru. Inga underarter finns listade i Catalogue of Life.